# Juliane af Hessen-Kassel
Juliane af Hessen-Kassel (Juliane Louise Amalie; 10. januar 1773 – 12. marts 1860) var den næstældste datter af Landgreve Carl af Hessen og Prinsesse Louise af Danmark. Hun protestantisk abbedisse for den adelige damestiftelse i Itzehoe Kloster fra 1810 til sin død i 1860.

## Biografi
Hun blev født den 10. januar 1773 i København. Medens hun, efter at hendes ældre søster, Marie Sophie Frederikke i 1790 var blevet gift med Kronprins Frederik (den senere Kong Frederik 6.), levede hos sine forældre
på Louisenlund, ønskede man en overgang i Sverige at se hende som den unge Kong Gustav 4. Adolfs tilkommende dronning, og nogle svenske herrer var også på besøg på Louisenlund. Ved den lejlighed måtte prinsesse Juliane mod sin vilje klæde sig i de svenske farver.
Men planerne herom blev atter opgivet, uvist af hvilken grund. Den 23. maj 1810 blev prinsessen, få måneder efter at hendes yngre søster, Prinsesse Louise Karoline, var blevet gift med Hertug Vilhelm af Slesvig-Holsten-Sønderborg-Beck (senere hertug af Glücksborg), Kong Christian 9.'s far, efter Kong Frederik 6.'s ønske valgt til abbedisse i Itzehoe Kloster. Det var hun, indtil hun døde den 12. marts 1860.